# Giorgio Maggi (direttore della fotografia)
Giorgio Maggi (fl. XIX-XX secolo) è stato un direttore della fotografia italiano del cinema muto.

## Filmografia
- Oltre l'amore, regia di Enrico Morosini (1918)
- L'ultima primavera, regia di Ercole Aldo Brizzi (1920)